# فيروس نقص المناعة البشرية والرجال الذين يمارسون الجنس مع الرجال
منذ ظهور تقارير ظهور وانتشار فيروس نقص المناعة البشرية أو الإيدز (HIV) في الولايات المتحدة خلال سبعينات وثمانينيات القرن الماضي، كثيراً ما ربط علماء الأوبئة والأطباء انتشار الإيدز مع المثليين الذكور ومزدوجي الميول الجنسية والرجال الذين يمارسون الجنس مع رجال (MSM). لوحظ ذلك أول مرة بعد أن اكتشف الأطباء مجموعات من ساركوما كابوزي والالتهاب الرئوي بالمتكيسات الرئوية في الرجال المثليين جنسياً في لوس أنجلوس ونيويورك وسان فرانسيسكو في عام 1981. نُشر أول تقرير رسمي عن الفيروس من قبل مراكز السيطرة على الأمراض والوقاية منها (CDC) في 5 يونيو 1981، وقدّم بالتفصيل حالات خمسة شبان مثليين تم نقلهم إلى المستشفى بإصابات خطيرة. بعد شهر ذكرت صحيفة نيويورك تايمز أن 41 مثليًا قد تم تشخيص إصابتهم بساركوما كابوزي، وتوفي ثمانية بعد أقل من 24 شهرًا من التشخيص.
بحلول عام 1982، تمت الإشارة إلى الحالة في المجتمع الطبي باسم "نقص المناعة المرتبط بالمثليين" (GRID) أو "سرطان المثليين" أو "متلازمة تسوية المثليين". يقي ذلك حتى يوليو 1982 تم اقتراح مصطلح متلازمة نقص المناعة المكتسبة (الإيدز) ليحل محل (GRID)، ولم يستخدم مركز السيطرة على الأمراض (CDC) رسميًا اختصار الإيدز حتى سبتمبر (أيلول). يعرف العلماء والأطباء الآن أن فيروس نقص المناعة البشرية (الإيدز) لا يؤثر فقط على الرجال الذين يمارسون الجنس مع الرجال ويمكن أن يصيب أي شخص، بغض النظر عن الجنس أو التوجه الجنسي. ومع ذلك، لا يزال الرجال الذين يمارسون الجنس مع الرجال الأكثر عرضة على مستوى العالم، مما يعني أن لديهم معدلات عالية من الإصابة بفيروس نقص المناعة البشرية وهم معرضون بدرجة عالية للإصابة به.
يمثل الرجال المثليون ومزدوجو الميل الجنسي وغيرهم من الرجال الذين يمارسون الجنس مع رجال نسبة مئوية صغيرة من سكان الولايات المتحدة، لكنهم دائمًا هم المجموعة السكانية الأكثر تضررًا من وباء فيروس نقص المناعة البشرية (الإيدز) في الولايات المتحدة، وهم أكبر نسبة من المواطنين الأمريكيين الذين يعانون من تشخيص الإيدز لمن ماتوا. تقدر الأمم المتحدة أن 2 إلى 20% من الرجال الذين يمارسون الجنس مع الرجال مصابون بفيروس نقص المناعة البشرية، اعتمادًا على المنطقة.

## قائمة معدلات الإصابة بفيروس نقص المناعة البشرية المقدرة حسب البلد
| البلد                                            | النسبة التقديرية للمصابين من الرجال الذين يمارسون الجنس مع رجال |
| ------------------------------------------------ | --------------------------------------------------------------- |
| موريتانيا                                        | 44.4                                                            |
| السنغال                                          | 41.9                                                            |
| الكاميرون                                        | 37.2                                                            |
| ليسوتو                                           | 32.9                                                            |
| جامايكا                                          | 32.8                                                            |
| ترينيداد وتوباغو                                 | 31.6                                                            |
| سانت فينسنت والغرينادين                          | 29.6                                                            |
| لبنان                                            | 27.5                                                            |
| جنوب أفريقيا                                     | 26.8                                                            |
| دومينيكا                                         | 26.7                                                            |
| Congo                                            | 26.1                                                            |
| إندونيسيا                                        | 25.8                                                            |
| جمهورية أفريقيا الوسطى                           | 25.4                                                            |
| بوليفيا                                          | 25.4                                                            |
| نيجيريا                                          | 23.0                                                            |
| ليبيريا                                          | 19.8                                                            |
| باهاماس                                          | 19.6                                                            |
| أستراليا                                         | 18.3                                                            |
| رومانيا                                          | 18.2                                                            |
| كينيا                                            | 18.2                                                            |
| هايتي                                            | 18.2                                                            |
| فرنسا                                            | 17.7                                                            |
| تنزانيا                                          | 17.6                                                            |
| النيجر                                           | 17.6                                                            |
| غانا                                             | 17.5                                                            |
| المكسيك                                          | 17.3                                                            |
| مالاوي                                           | 17.3                                                            |
| موريشيوس                                         | 17.2                                                            |
| كولومبيا                                         | 17.0                                                            |
| باراغواي                                         | 15.4                                                            |
| بيرو                                             | 15.2                                                            |
| هولندا                                           | 15.0                                                            |
| Cabo Verde                                       | 15.0                                                            |
| مدغشقر                                           | 14.9                                                            |
| كندا                                             | 14.9                                                            |
| الولايات المتحدة                                 | 14.5                                                            |
| باربادوس                                         | 14.4                                                            |
| سيراليون                                         | 14.0                                                            |
| بليز                                             | 13.85                                                           |
| منغوليا                                          | 13.7                                                            |
| مالي                                             | 13.7                                                            |
| الإكوادور                                        | 13.3                                                            |
| أوغندا                                           | 13.2                                                            |
| سيشل                                             | 13.2                                                            |
| بوتسوانا                                         | 13.1                                                            |
| بنما                                             | 13.06                                                           |
| توغو                                             | 13.0                                                            |
| اليونان                                          | 12.7                                                            |
| كوستاريكا                                        | 12.7                                                            |
| سوازيلاند                                        | 12.6                                                            |
| الجبل الأسود                                     | 12.5                                                            |
| بلجيكا                                           | 12.3                                                            |
| هندوراس                                          | 11.7                                                            |
| الأرجنتين                                        | 11.4                                                            |
| إسبانيا                                          | 11.3                                                            |
| سويسرا                                           | 11.2                                                            |
| ساحل العاج                                       | 11.2                                                            |
| سنغافورة                                         | 11.0                                                            |
| البرازيل                                         | 10.5                                                            |
| السلفادور                                        | 10.3                                                            |
| أوروغواي                                         | 9.7                                                             |
| تايلاند                                          | 9.15                                                            |
| تونس                                             | 9.1                                                             |
| ماليزيا                                          | 8.9                                                             |
| نيكاراجوا                                        | 8.6                                                             |
| أوكرانيا                                         | 8.5                                                             |
| صربيا                                            | 8.3                                                             |
| Viet Nam                                         | 8.2                                                             |
| غواتيمالا                                        | 8.0                                                             |
| لاتفيا                                           | 7.8                                                             |
| جمهورية أيرلندا                                  | 7.8                                                             |
| الصين                                            | 7.75                                                            |
| الأردن                                           | 7.5                                                             |
| البرتغال                                         | 7.2                                                             |
| بولندا                                           | 7.2                                                             |
| جمهورية الدومينيكان                              | 7.1                                                             |
| بنين                                             | 7.1                                                             |
| إيطاليا                                          | 6.7                                                             |
| نيوزيلندا                                        | 6.5                                                             |
| ميانمار                                          | 6.4                                                             |
| قرغيزستان                                        | 6.3                                                             |
| مصر                                              | 6.2                                                             |
| ألمانيا                                          | 6.0                                                             |
| اليمن                                            | 5.9                                                             |
| ليتوانيا                                         | 5.9                                                             |
| Republic of Moldova                              | 5.7                                                             |
| المغرب                                           | 5.7                                                             |
| بيلاروسيا                                        | 5.7                                                             |
| الفلبين                                          | 4.9                                                             |
| غويانا                                           | 4.9                                                             |
| اليابان                                          | 4.8                                                             |
| التشيك                                           | 4.8                                                             |
| بوروندي                                          | 4.8                                                             |
| الهند                                            | 4.3                                                             |
| الجزائر                                          | 4.3                                                             |
| المجر                                            | 4.1                                                             |
| السويد                                           | 4.0                                                             |
| سلوفينيا                                         | 4.0                                                             |
| باكستان                                          | 3.7                                                             |
| بوركينا فاسو                                     | 3.6                                                             |
| أوزبكستان                                        | 3.3                                                             |
| جمهورية الكونغو الديمقراطية                      | 3.3                                                             |
| كازاخستان                                        | 3.2                                                             |
| ليبيا                                            | 3.1                                                             |
| Republic of Korea                                | 3.0                                                             |
| طاجيكستان                                        | 2.7                                                             |
| كرواتيا                                          | 2.7                                                             |
| المملكة المتحدة                                  | 2.5                                                             |
| أنتيغوا وباربودا                                 | 2.5                                                             |
| نيبال                                            | 2.4                                                             |
| كمبوديا                                          | 2.3                                                             |
| أذربيجان                                         | 2.2                                                             |
| جمهورية مقدونيا                                  | 1.9                                                             |
| كوبا                                             | 1.8                                                             |
| قالب:بيانات بلد Lao People's Democratic Republic | 1.6                                                             |
| سريلانكا                                         | 1.5                                                             |
| السودان                                          | 1.4                                                             |
| تيمور الشرقية                                    | 1.3                                                             |
| سانت كيتس ونيفيس                                 | 1.3                                                             |
| البوسنة والهرسك                                  | 1.1                                                             |
| أرمينيا                                          | 0.8                                                             |
| فيجي                                             | 0.5                                                             |
| ألبانيا                                          | 0.5                                                             |
| أفغانستان                                        | 0.5                                                             |
| فنلندا                                           | 0.4                                                             |
| بنغلاديش                                         | 0.2                                                             |

## معدلات الإصابة بفيروس الإيدز في الولايات المتحدة
يؤثر فيروس نقص المناعة البشرية على جهاز المناعة البشري، وإذا ترك دون علاج يمكن أن يؤدي في النهاية إلى متلازمة نقص المناعة المكتسب (الإيدز).
أفاد مركز السيطرة على الأمراض (CDC) أنه في عام 2009، يمثل الجنس من الذكور إلى الذكور (MSM) 61 % من جميع الإصابات الجديدة بفيروس نقص المناعة البشرية في الولايات المتحدة وأن أولئك الذين لديهم تاريخ من حقن المخدرات الترويحية يمثلون 3 % إضافية من الإصابات الجديدة. حيثُ كان ما يقرب من 784،701 شخصًا مصابًا بفيروس نقص المناعة البشرية، كان 396،810 (51%) من الرجال الذين يمارسون الجنس مع الرجال. حوالي 48% من الرجال الذين يمارسون الجنس مع الرجال الذين تم تشخيصهم بفيروس نقص المناعة البشرية كانوا من البيض، و30% من السود، و19% من أصل لاتيني أو اسباني. على الرغم من أن غالبية الرجال الذين يمارسون الجنس مع الرجال من البيض، فإن غير البيض يمثلون 54% من حالات العدوى الجديدة المرتبطة بفيروس العوز المناعي البشري في عام 2008.
في عام 2010 أفاد مركز السيطرة على الأمراض أن الرجال الذين يمارسون الجنس مع الرجال يمثلون ما يقرب من 4% من السكان الذكور في الولايات المتحدة، لكن الجنس من الذكور إلى الذكور يمثل 78 في المائة من الإصابات الجديدة بفيروس نقص المناعة البشرية بين الرجال و63% من جميع الإصابات الجديدة. وبشكل عام شكل الرجال 76% من جميع البالغين والمراهقين الذين يعيشون مع عدوى فيروس نقص المناعة البشرية في نهاية عام 2010 في الولايات المتحدة، و80% (38,000 شخصاً) من أصل 47,500 إصابة جديدة بفيروس نقص المناعة البشرية. كان 69% من الرجال المصابين بفيروس نقص المناعة البشرية من المثليين وثنائيي الجنس وغيرهم من الرجال الذين يمارسون الجنس مع رجال. 39% (14,700 شخصاً) من الإصابات الجديدة بفيروس نقص المناعة البشرية في الرجال الأمريكيين كانت من السود، و35% (13،200 شخصاً) كانت من البيض، و22 % (8,500 شخصاً) كانت من أصل لاتيني أو اسباني. كان معدل الإصابات الجديدة بفيروس نقص المناعة البشرية المقدرة بين الرجال السود (لكل 100,000) 103.6 - ستة أضعاف ونصف من الرجال البيض (15.8) وأكثر من ضعف المعدل بين الرجال من أصل لاتيني أو اسباني (45.5) اعتبارًا من عام 2010.
أفاد مركز السيطرة على الأمراض (2015) أن الرجال المثليين وثنائيي الميول الجنسية يمثلون 82% (26،375 شخصاً) من تشخيصات فيروس نقص المناعة البشرية بين الذكور و67% من جميع التشخيصات في الولايات المتحدة، بينما يُعزى 6% (2،392 شخصاً) من تشخيص فيروس نقص المناعة البشرية إلى تعاطي المخدرات بالحقن (IDU) و 3% أخرى (1202 شخصاً) للاتصال الجنسي من ذكر إلى ذكر بالإضافة إلى تعاطي المخدرات بالحقن. يمثل الاتصال الجنسي المغاير 24% (9339 شخصاً) من جميع تشخيصات فيروس نقص المناعة البشرية.
من بين جميع الرجال المثليين وثنائيي الجنس المصابين بفيروس نقص المناعة البشرية المصنف على أنهم مصابي الإيدز في الولايات المتحدة في عام 2015، كان الأمريكيون الأفارقة يمثلون أعلى رقم (3928 شخصاً؛ 39 %)، يليهم البيض (3096 شخصاً؛ 31%) ثم الإسبان أو اللاتينيون (2430 شخصاً؛ 24%). في نهاية عام 2014، كان 50,8676 رجلاً مثليًا وثنائيي الجنس يعيشون مع إصابة بفيروس نقص المناعة البشرية (53% من كل شخص مصاب بفيروس نقص المناعة البشرية في الولايات المتحدة). من بين الرجال المثليين وثنائيي الجنس الذين تم تشخيصهم بفيروس نقص المناعة البشرية، كان 157،758 (31 %) من الأمريكيين من أصل أفريقي، و212،558 (42 %) من البيض، و109،857 (22 %) من أصل لاتيني أو اسباني. وبالفترة بين عام 2005 إلى عام 2014، زادت التشخيصات بين الأمريكيين من أصول إفريقية من الرجال المثليين وثنائيي الجنس بنسبة 22% ولكنها زادت بنسبة أقل من 1% بين عامي (2010-2014). وزادت تشخيصات فيروس نقص المناعة البشرية بين الرجال المثليين وثنائيي الجنس من الأمريكيين من أصل أفريقي الذين تتراوح أعمارهم بين (13-24) عاماً بنسبة 87% بين عامي (2010-2014)، ولكن مع انخفاض التشخيص بنسبة 2% بين عامي (2010-2014).
قدرت دراسة أجريت عام 2010 أنه مقابل كل 100,000 رجل من الرجال الذين يمارسون الجنس مع الرجال، سيتم تشخيص 692 مصاباً بفيروس نقص المناعة البشرية. هذا يجعل الرجال المثليين أكثر عرضة للإصابة بالفيروس 60 مرة أكثر من الرجال الآخرين و54 مرة أكثر من النساء.
منذ ذروته في 1993-1994 ، انخفض معدل الوفيات بسبب فيروس نقص المناعة البشرية أكثر من 9 أسباب رئيسية أخرى للوفاة، ومع ذلك، حتى عام 2013، لا يزال فيروس نقص المناعة البشرية أحد الأسباب الرئيسية العشرة للوفاة بين الأشخاص بالأعمار بين (25-44)، وخاصة بين الرجال الأفارقة الأمريكيون. كما أفادت دراسة أجريت في المملكة المتحدة أن معدل الوفيات الإجمالي في عام 2008 بين السكان الذين تم تشخيصهم بفيروس نقص المناعة البشرية الذين تتراوح أعمارهم بين (15-59) عاماً ظل أعلى بخمس مرات من معدل الوفيات لدى عامة السكان. وبما أن الدراسة تقر بأن البيانات المتعلقة بتأثير فيروس نقص المناعة البشرية (الإيدز) على معدل الوفيات بين الرجال المثليين وثنائيي الجنس وكذلك بين السكان الآخرين، فإن هذه البيانات محدودة للغاية، وطرق استخدام هذه البيانات تنطوي على مشاكل.